# Lawrence Scarpa
Lawrence Scarpa (Nueva York, 28 de octubre de 1959) es un arquitecto que reside en Los Ángeles, California. Utiliza materiales convencionales de formas inesperadas y es considerado un pionero y líder en el campo del diseño sostenible.

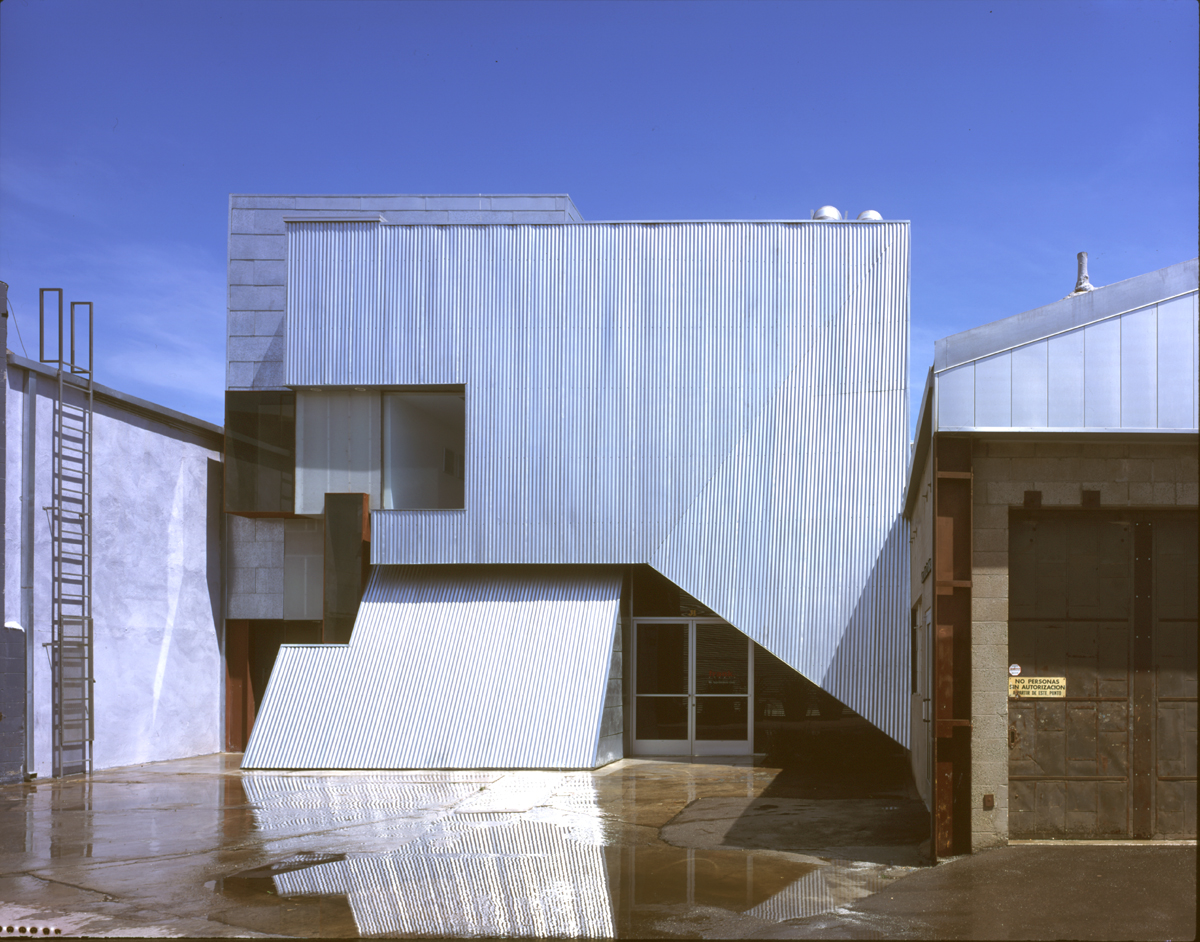
Bergamot Station Lofts

## Infancia
Scarpa nació en una familia judeo-italiana en Queens, Nueva York.  Después de la muerte de su madre por cáncer en 1967, la familia se mudó a Miami, Florida. Cuando era niño, Scarpa se interesó en la arquitectura mientras ayudaba a su padre después de la escuela con pequeños proyectos de construcción, que su padre emprendió para complementar sus ingresos regulares como cartero. Mientras trabajaba en obras con su padre, Scarpa a menudo construía pequeños edificios hechos de escombros de construcción y otros restos pequeños de madera que se encontraba allí. Este interés por la fabricación y la construcción ha seguido a Scarpa durante toda su vida.

## Formación

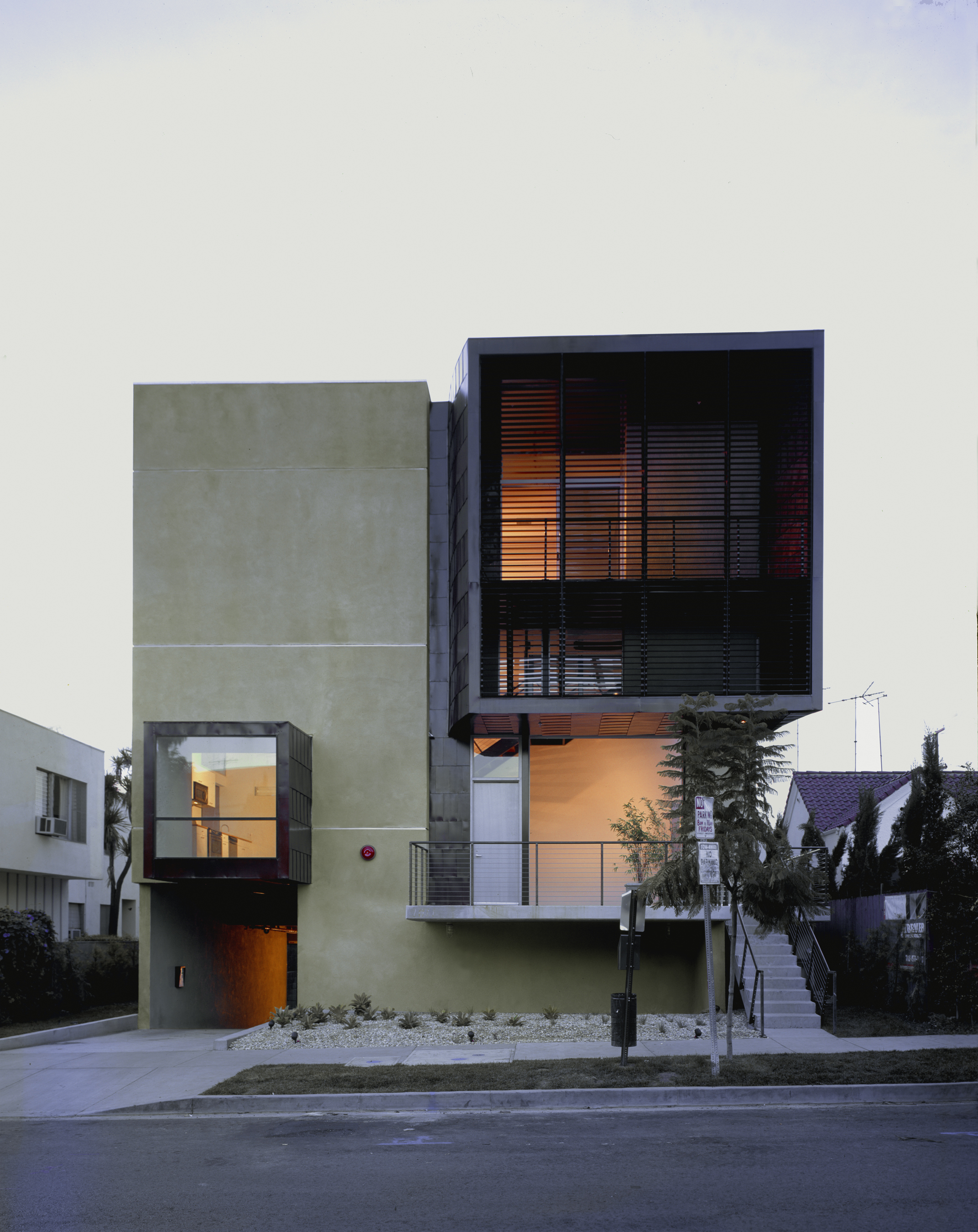
Orange Grove Lofts

En 1976, el padre de Scarpa se mudó con su familia a Winter Haven, Florida, donde abrió un restaurante. Mientras trabajaba en el restaurante como estudiante de último año en la escuela secundaria, Scarpa se hizo amigo de un cliente habitual llamado Gene Leedy, un arquitecto y miembro de la Escuela de Arquitectura de Sarasota. Leedy pronto se convirtió en el mentor de Scarpa. Scarpa trabajó para Leedy y en el restaurante de su padre mientras asistía a la Universidad de Florida. Al graduarse de la universidad, Scarpa se mudó a Boca Grande, Florida, para trabajar para Leedy como capataz para la construcción de casas diseñadas por Leedy. Después Scarpa se mudó a Nueva York para trabajar para Paul Rudolph durante casi dos años hasta que regresó a la Escuela de Graduados de la Universidad de Florida en 1984. Después de graduarse de la Universidad de Florida, se mudó a Vicenza, Italia, durante dos años, antes de regresar a los Estados Unidos para enseñar en la Universidad de Florida, donde conoció a su futura esposa, Ángela Brooks, con quien se casó en 1987. La pareja se mudó a San Francisco y un año más tarde se mudó a Los Ángeles, donde viven con su único hijo. En 1991, después de tres años de trabajar junto con el arquitecto e ingeniero Gwynne Pugh, los dos formaron la firma de arquitectura Pugh + Scarpa. En 2011, el nombre de la empresa cambió a Brooks + Scarpa para reflejar el liderazgo de la empresa bajo Brooks y Scarpa.

## Logros notables de su carrera

### Honores y premios
Al principio de su carrera, Scarpa completó muchos proyectos de oficina ganadores del Premio Nacional AIA.
En 2004, la Architectural League de Nueva York seleccionó a Scarpa como una "Voz emergente" en arquitectura.  Su trabajo ha sido expuesto en el National Building Museum en Washington D. C., el MOCA y en muchos otros lugares en todo el mundo. Apareció en Newsweek  y en un segmento en The Oprah Winfrey Show. En 2009, la revista Interior Design lo honró con su Premio a la Trayectoria. En 2010, su firma Pugh + Scarpa recibió el Premio del Instituto Americano de Arquitectos, el premio más alto otorgado a una firma de arquitectos. También fue elegido para el Instituto Americano de Arquitectos College of Fellows en 2010. En 2014, Brooks + Scarpa recibió el Premio al Museo Nacional de Diseño Smithsonian Cooper-Hewitt en Arquitectura.  En 2015, Scarpa recibió el Premio a la Trayectoria del Consejo de California del Instituto Americano de Arquitectos (AIACC). En 2017 recibió el Premio al Logro Colaborativo del Instituto Nacional Americano de Arquitectos y la Medalla de Oro en Arquitectura del Capítulo Americano de Arquitectos de Los Ángeles. 

### Sostenibilidad
El proyecto Colorado Court en Santa Mónica de Scarpa fue el primer proyecto de vivienda multifamiliar en los EE. UU. en obtener la certificación LEED.  Su casa Sombrilla solar en Venice, California, ha sido nombrada por el Instituto Americano de Arquitectos (AIA) como uno de sus diez mejores proyectos verdes.  Tanto Colorado Court como Solar Umbrella House y Step Up on 5th son los únicos proyectos en la historia del Instituto Americano de Arquitectos (AIA) que ganaron un Premio Nacional de Diseño AIA, una prémio de la Comisión de Medio Ambiente "COTE" Top Ten Green Building y un premio nacional de interés especial AIA por un solo proyecto.

### Academia
Scarpa ha ocupado cargos docentes en varias universidades durante más de dos décadas y actualmente se encuentra en la facultad de la Universidad del Sur de California. Fue profesor de la cátedra BarberMcMurry en la Universidad de Tennessee en 2014. Fue profesor visitante en la Escuela Superior de Diseño de la Universidad de Harvard en 2012, y en 2011 fue profesor distinguido John Jerde en la Universidad del Sur de California. También fue catedrático distinguido E. Fay Jones en arquitectura en la Universidad de Arkansas en 2008, profesor visitante de la cátedra Ruth y James Moore en la Universidad de Washington en St. Louis, profesor distinguido en arquitectura en 2007 de la cátedra Eliel Saarinen en la Escuela de Arquitectura Alfred Taubman de la Universidad de Míchigan Ann Arbor, en 2004 Howard Friedman Fellow en Arquitectura en la Universidad de California Berkeley.  También ha enseñado en la Universidad de California en Los Ángeles, en el Instituto de Arquitectura del Sur de California, en la Universidad de Florida, así como en otras instituciones de educación superior.

## Galería

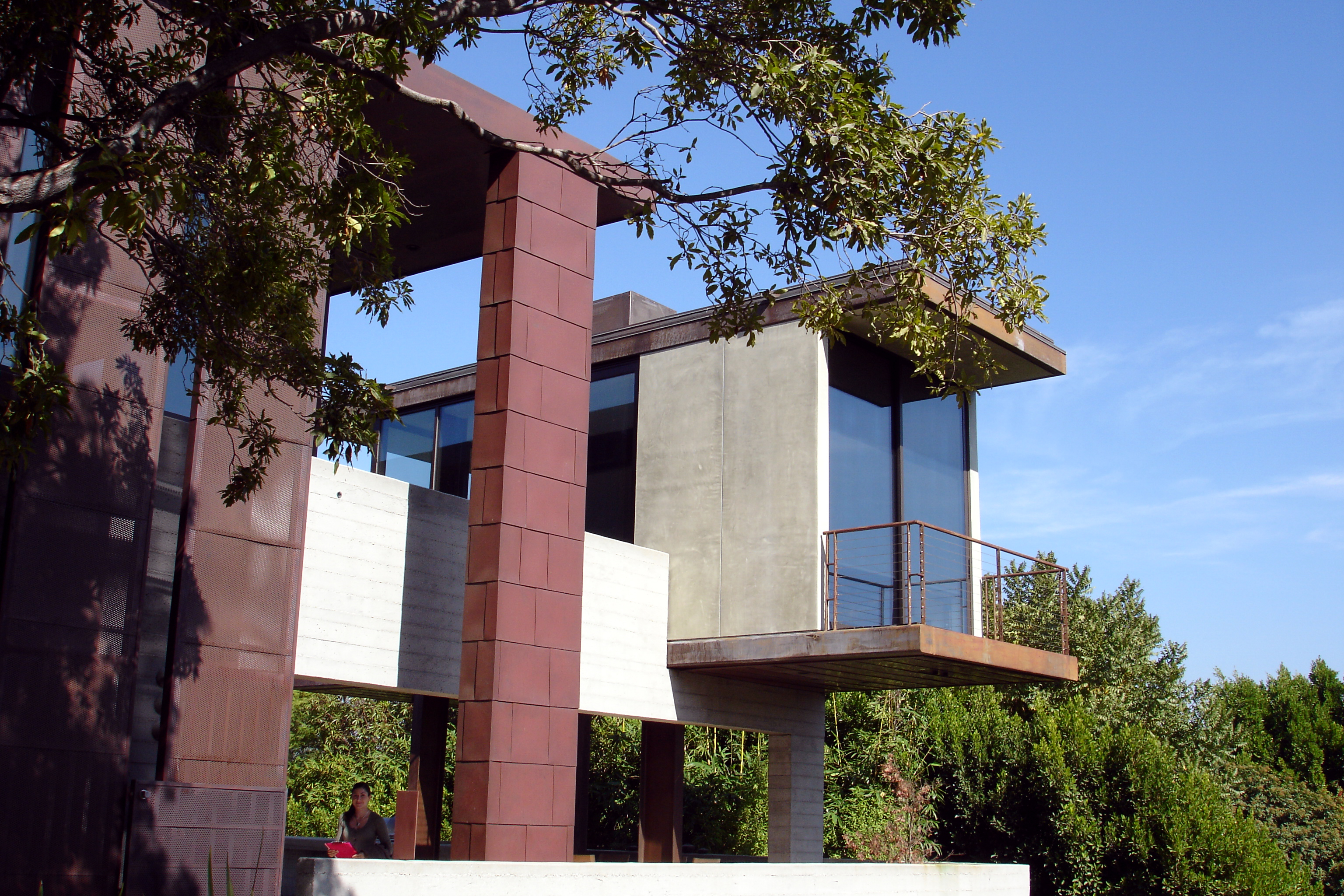
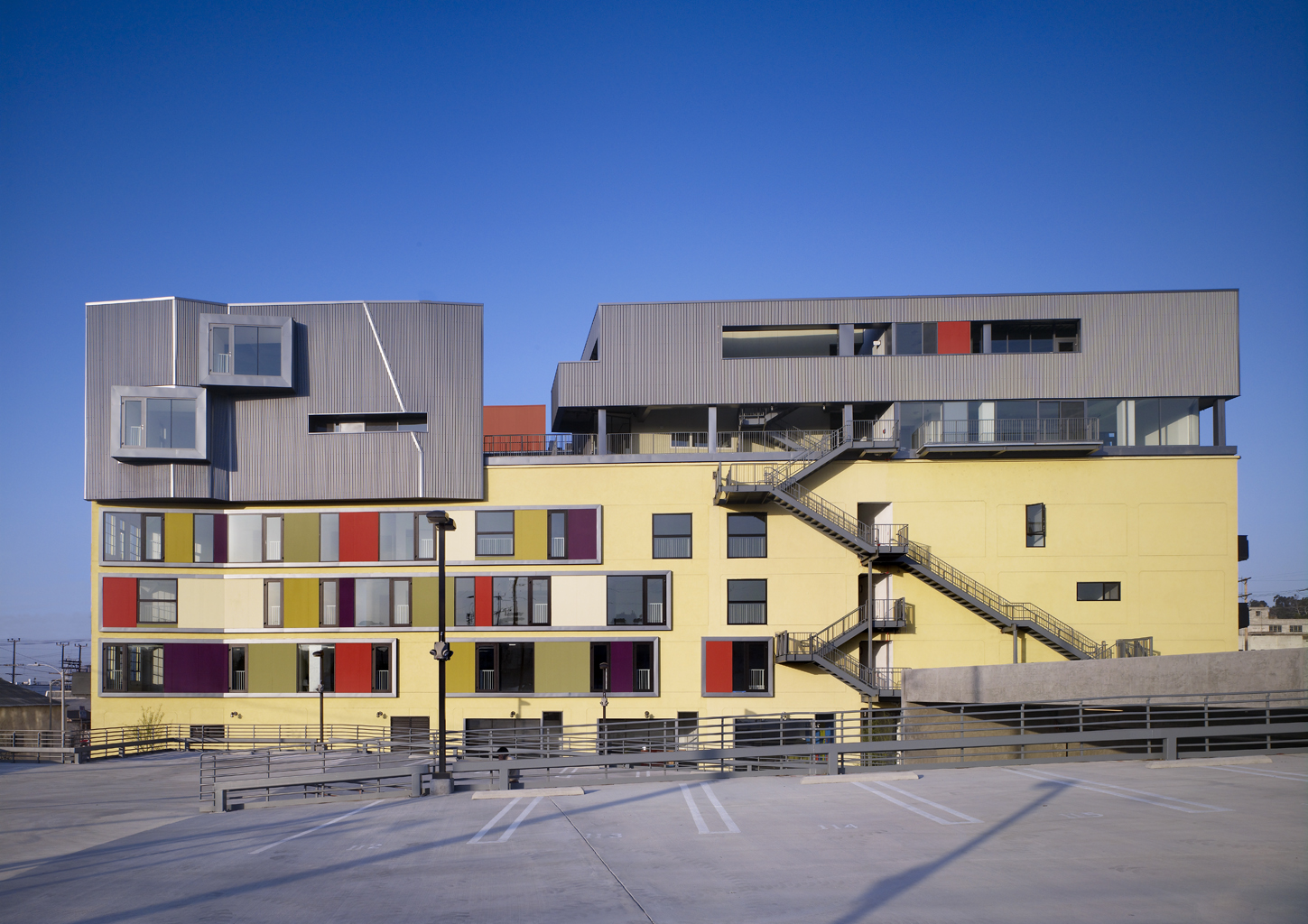
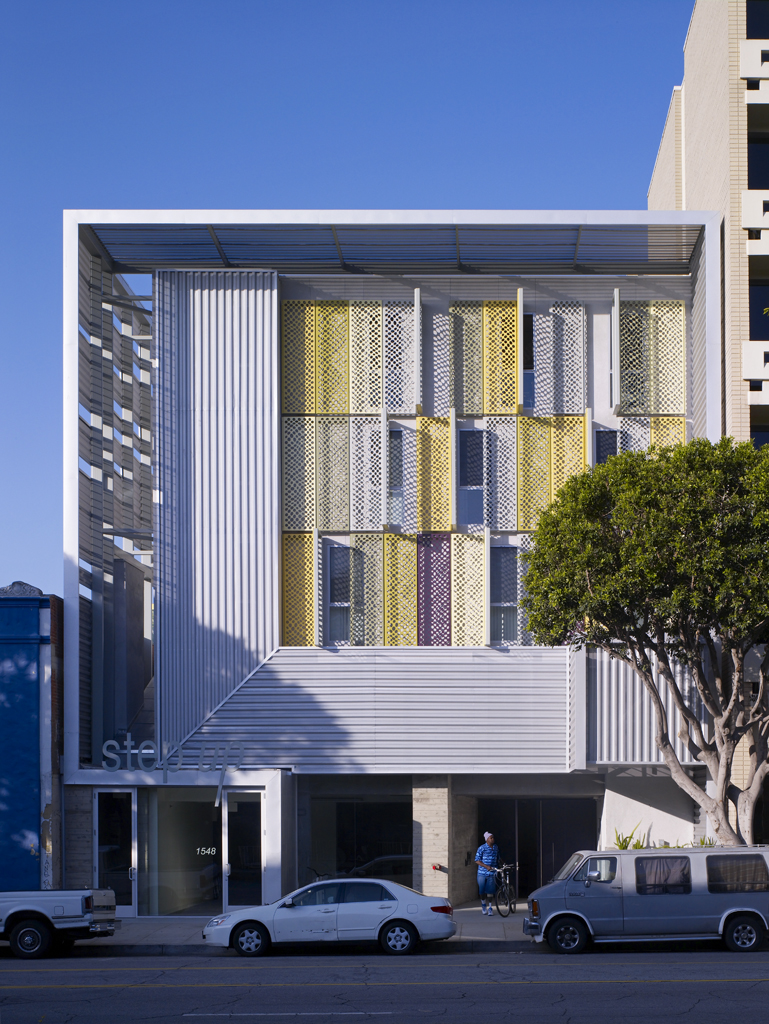
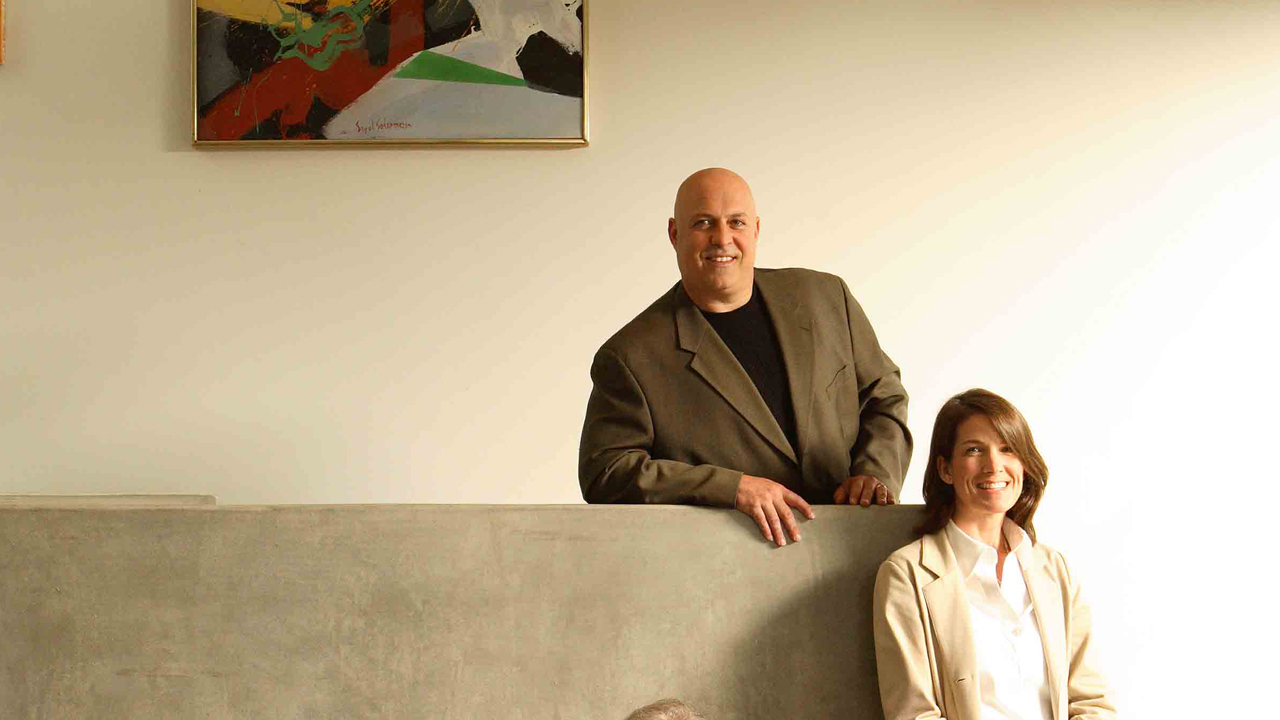
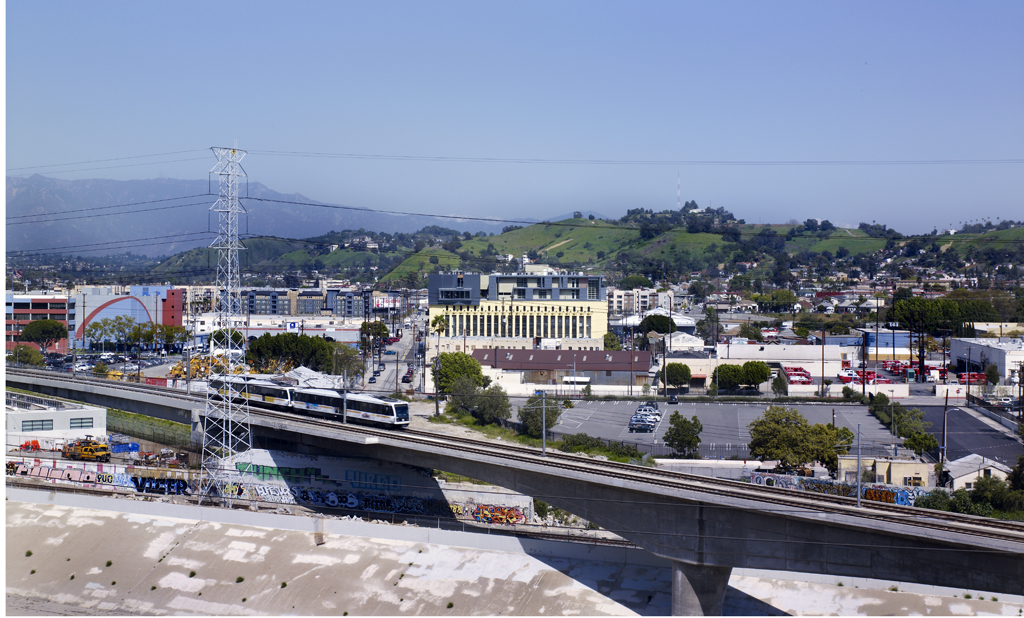
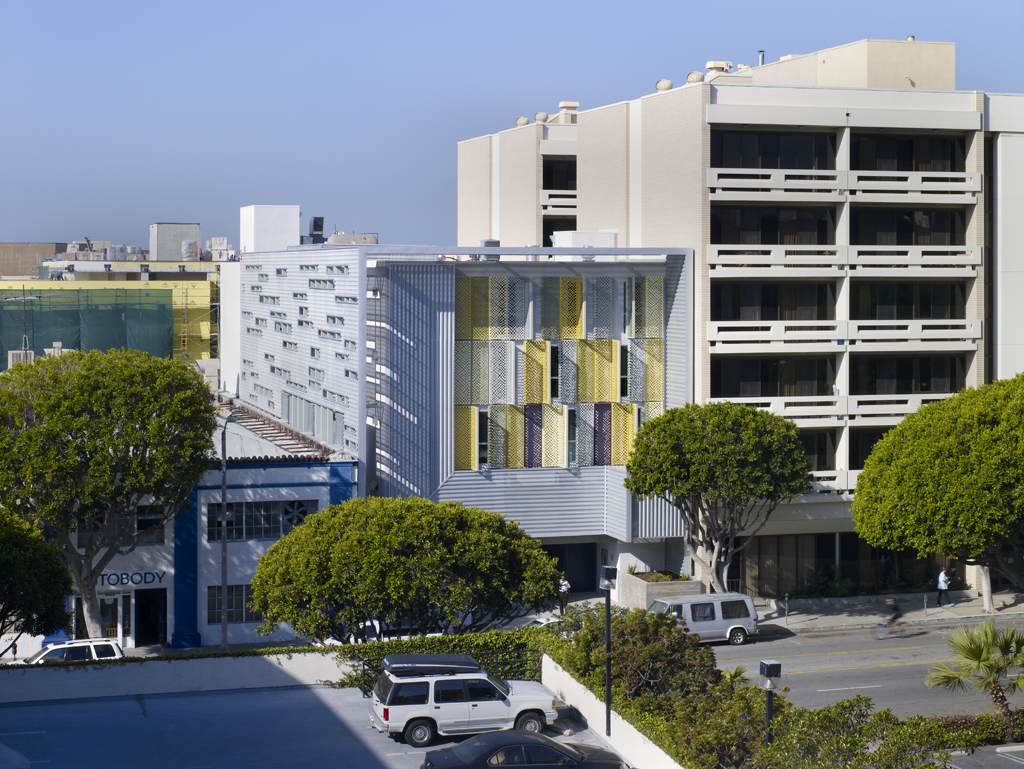
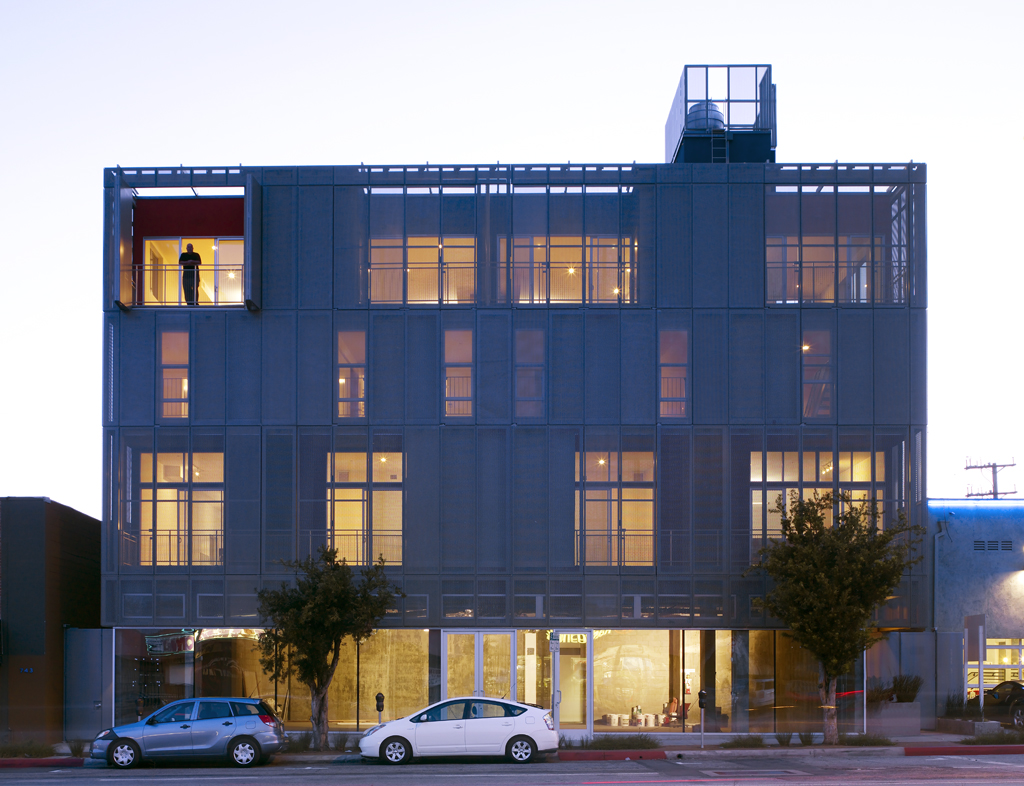
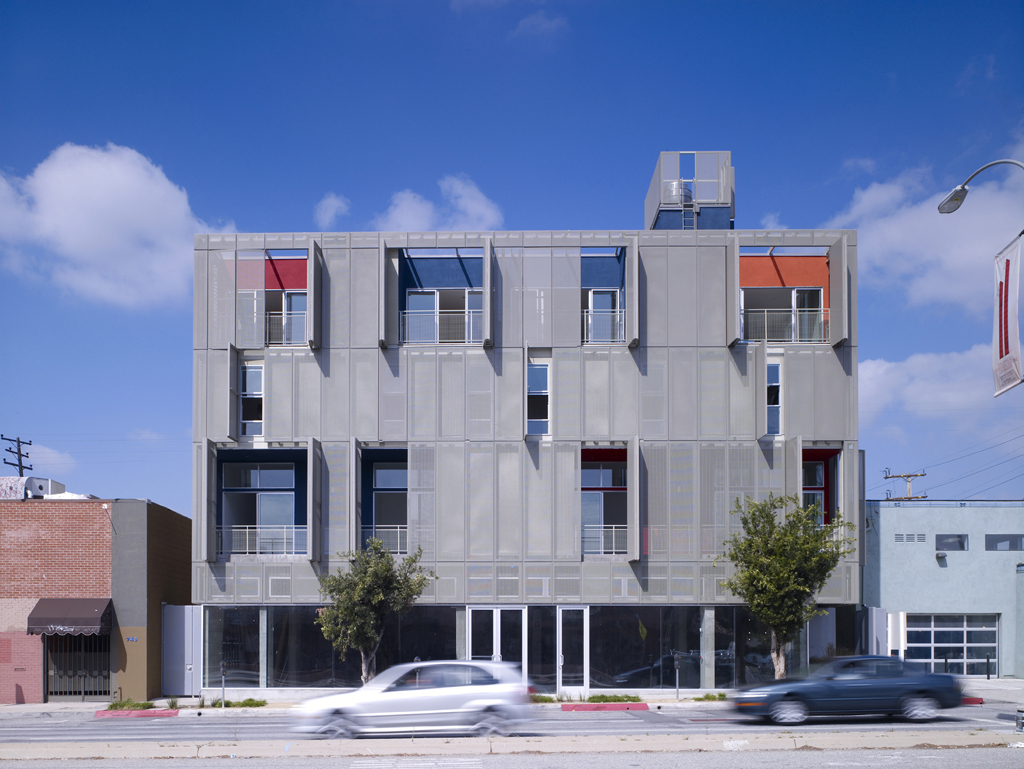
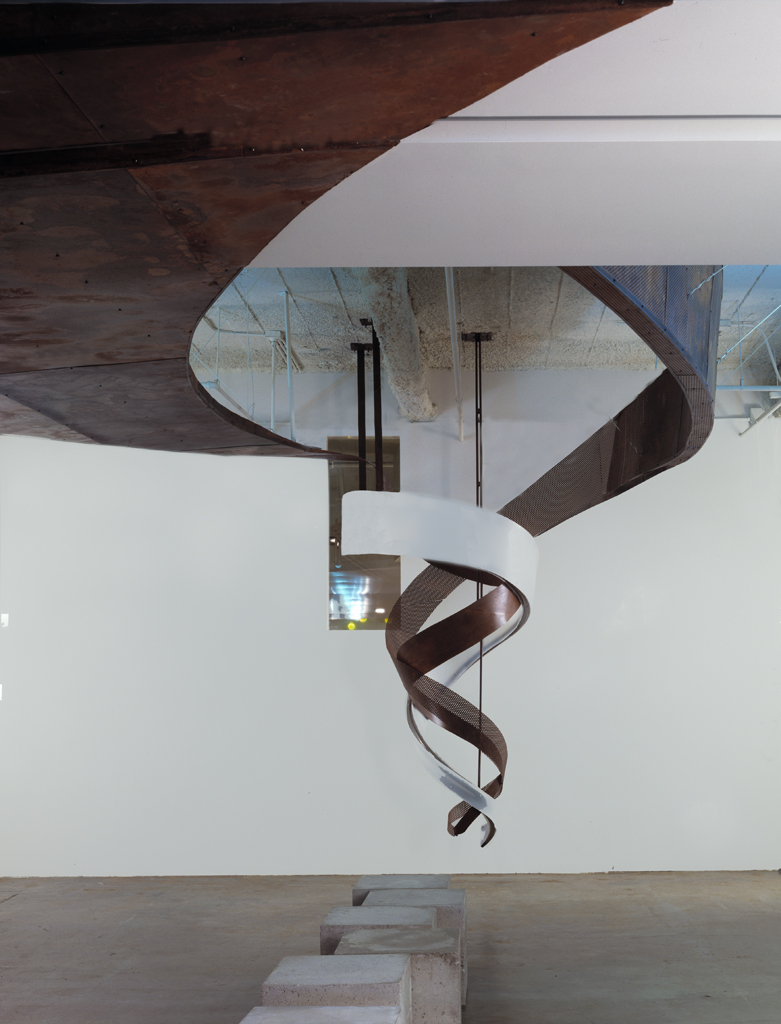
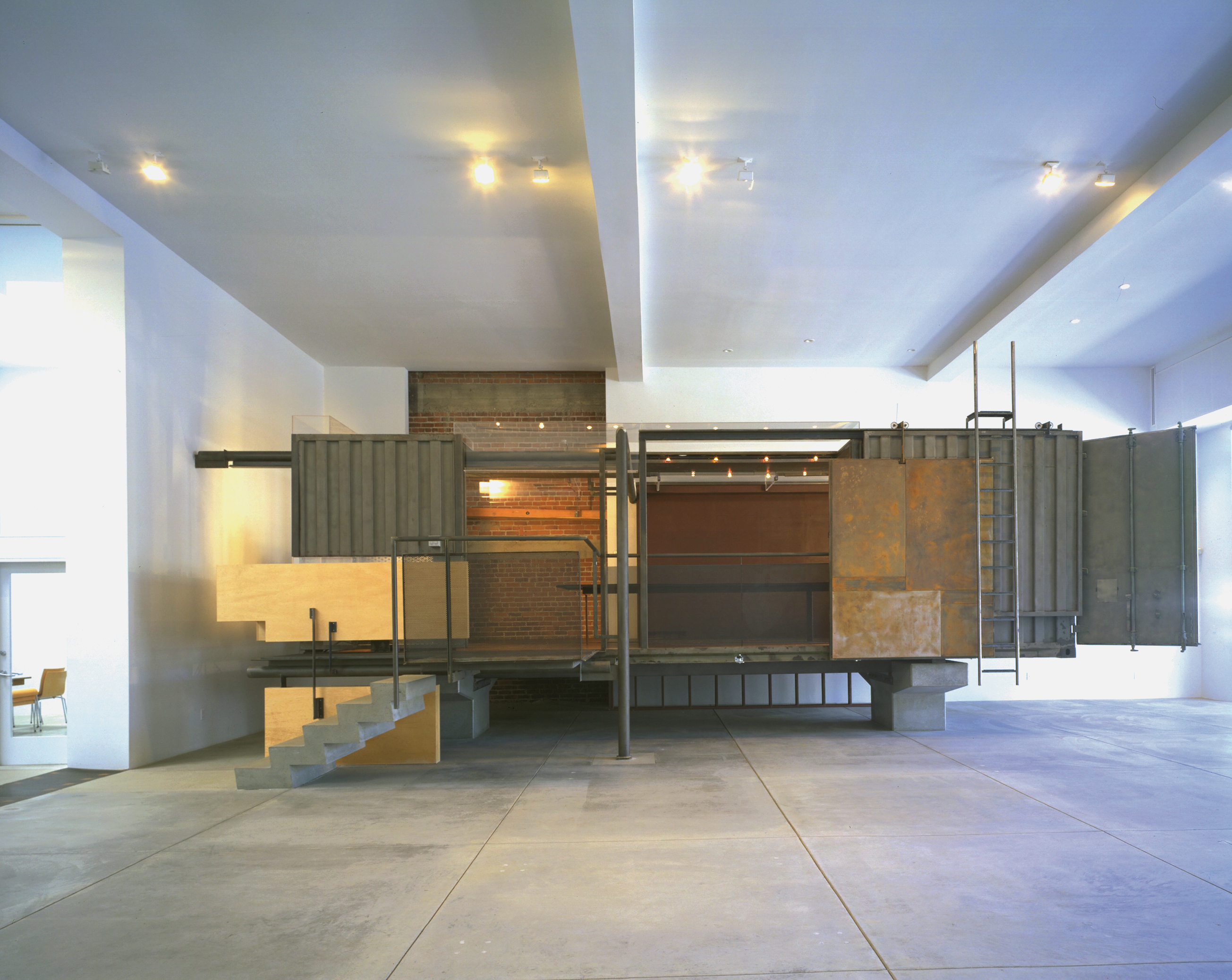
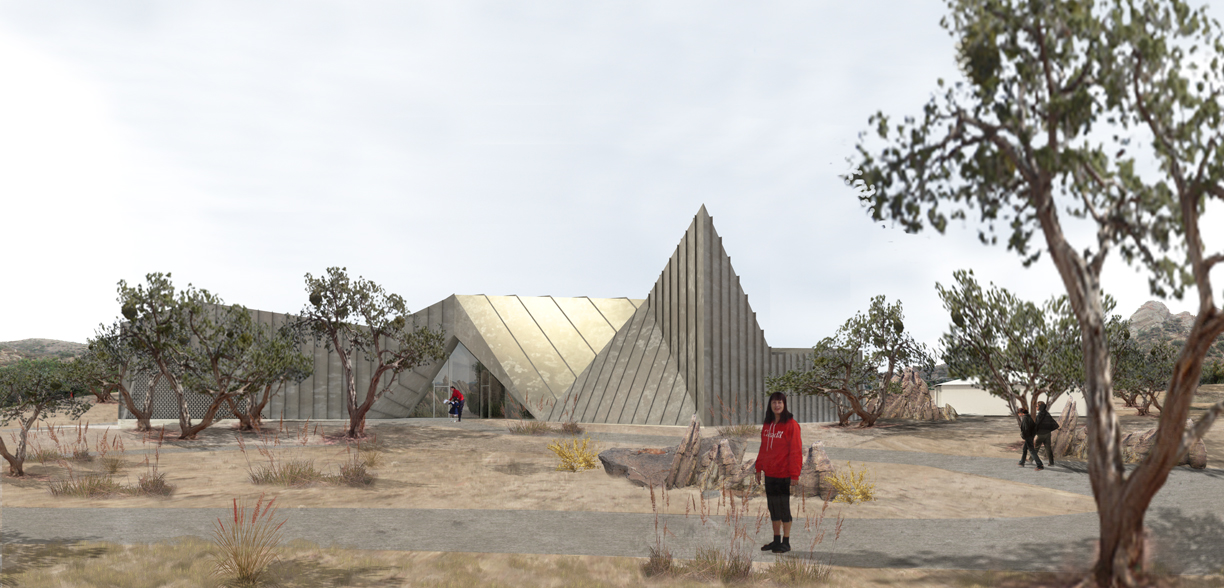
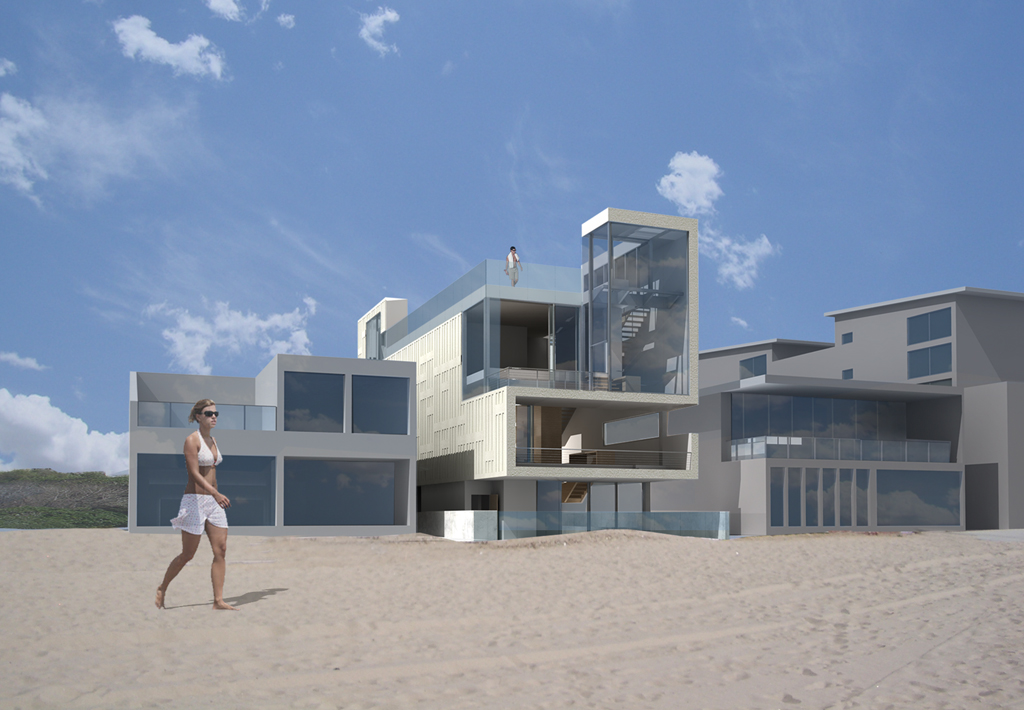
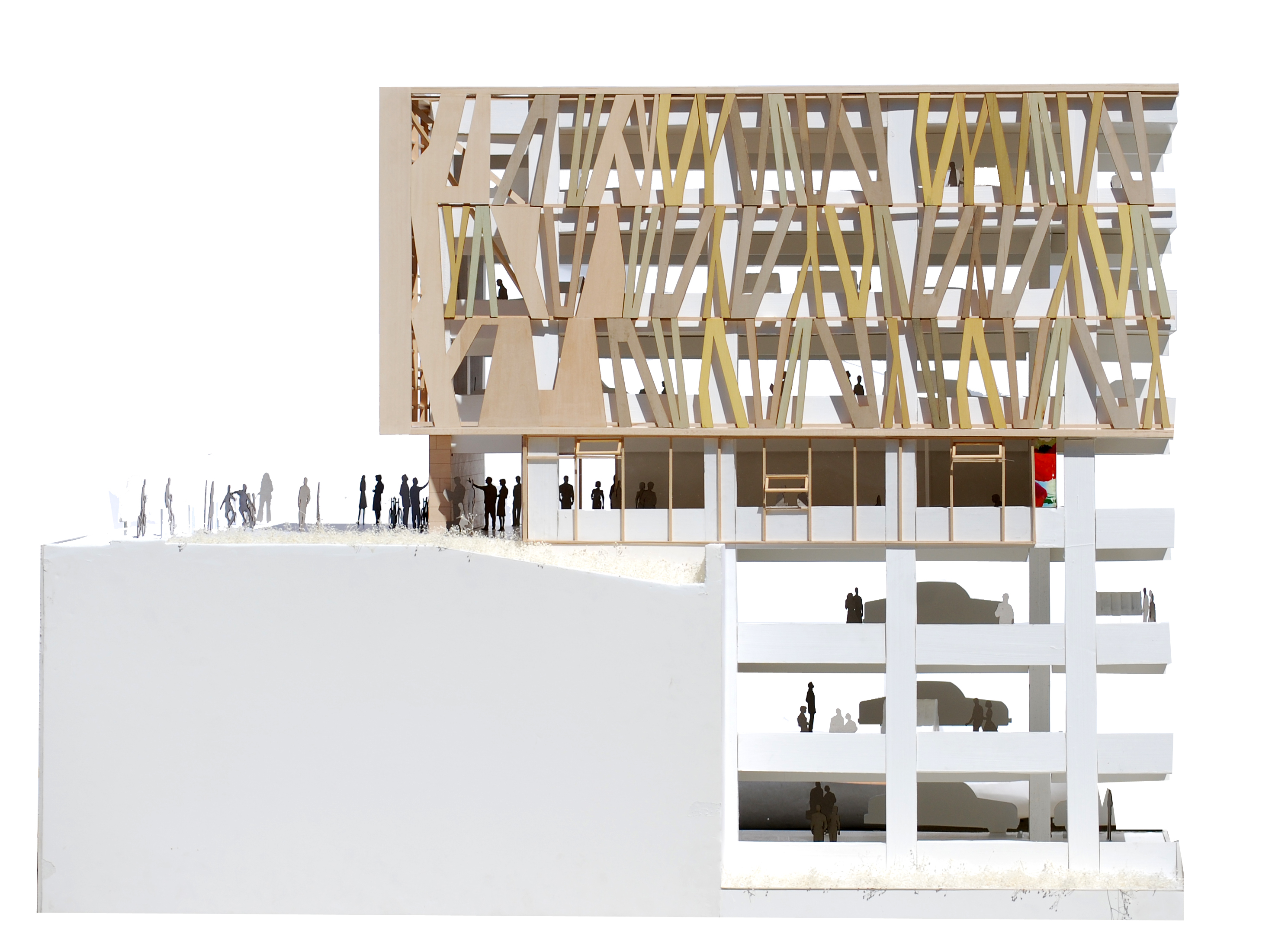
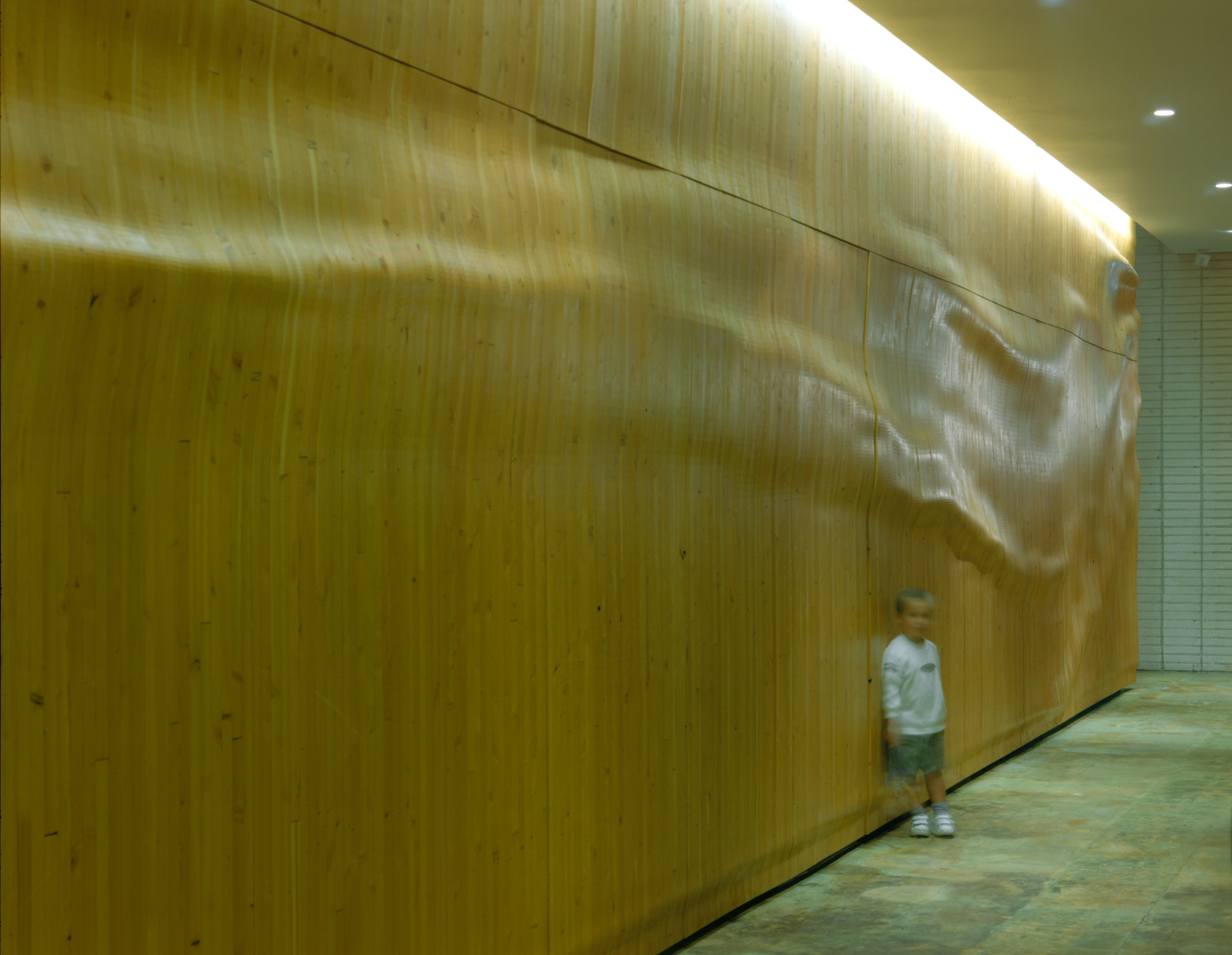
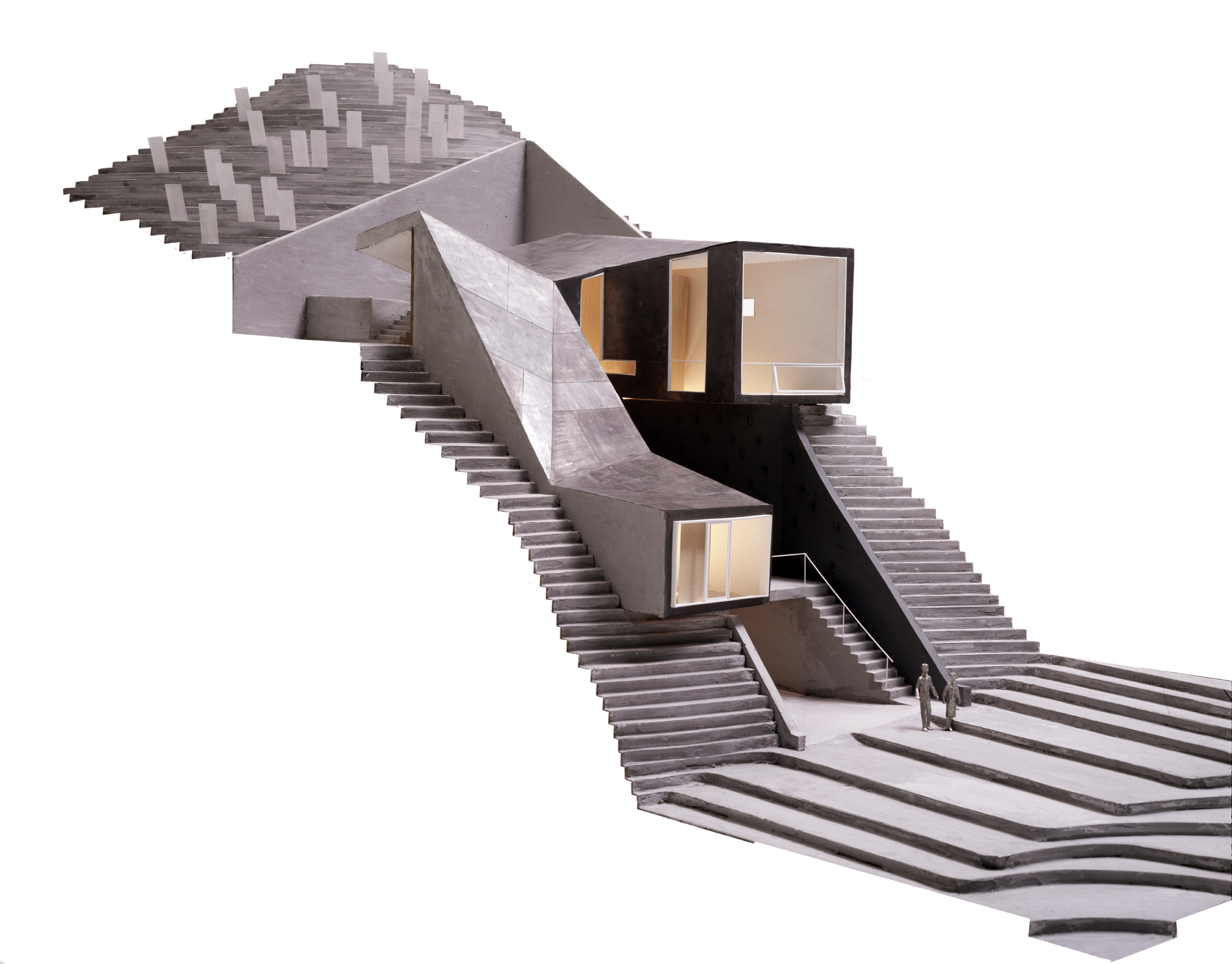
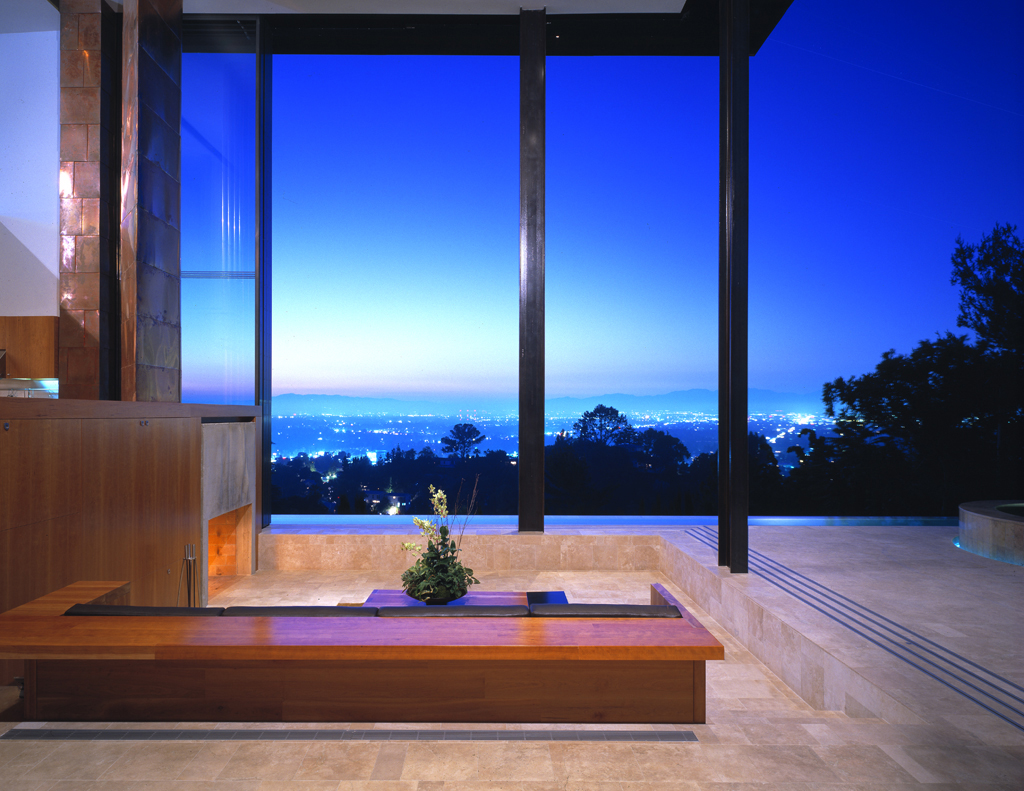
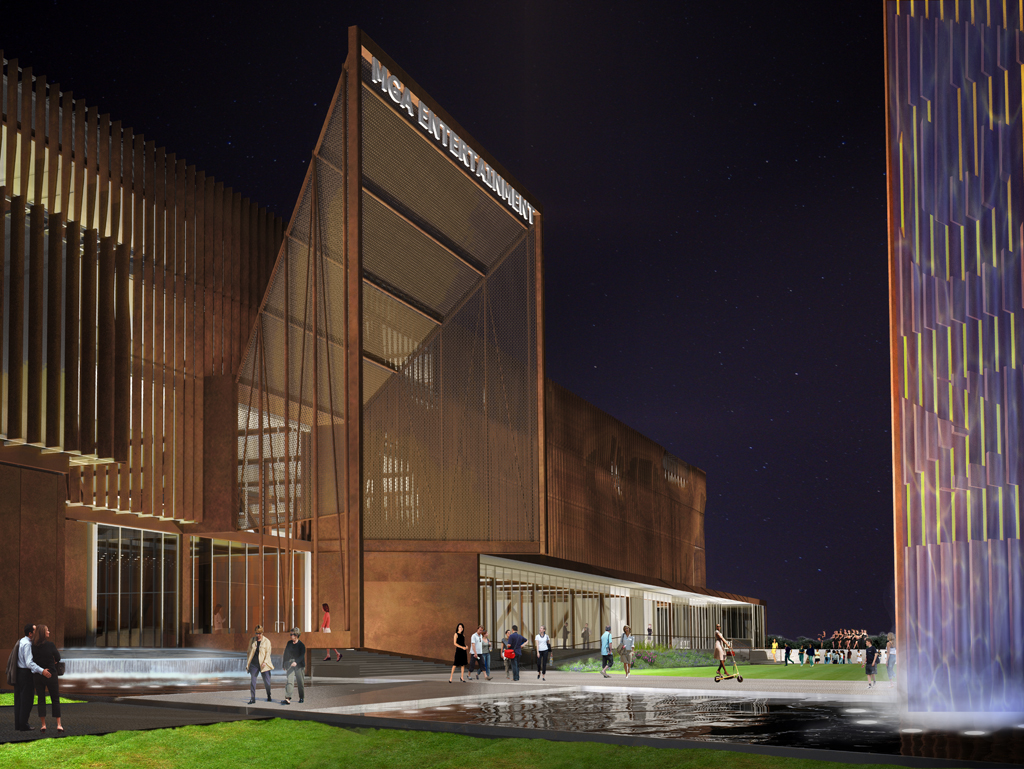
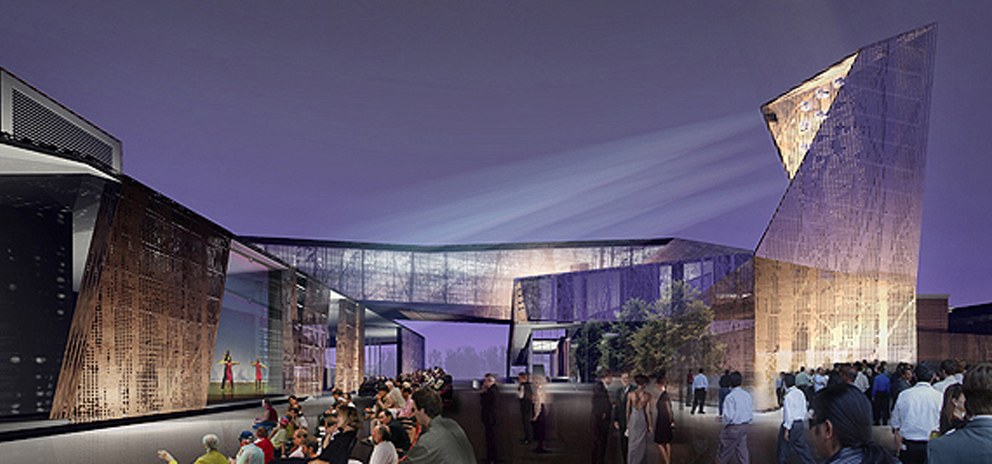
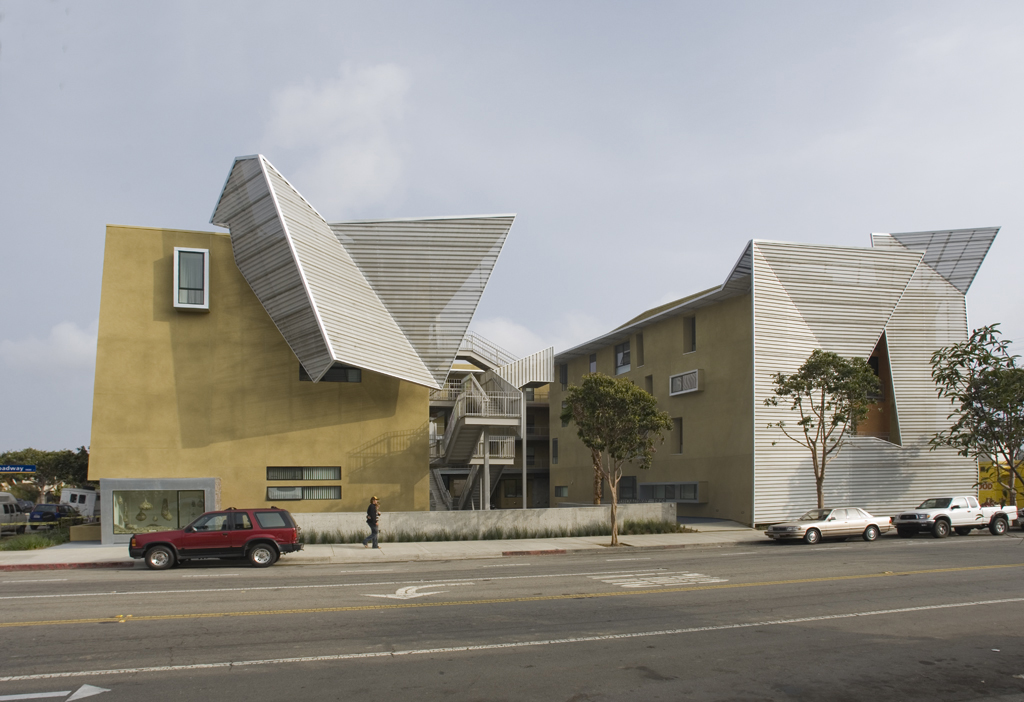
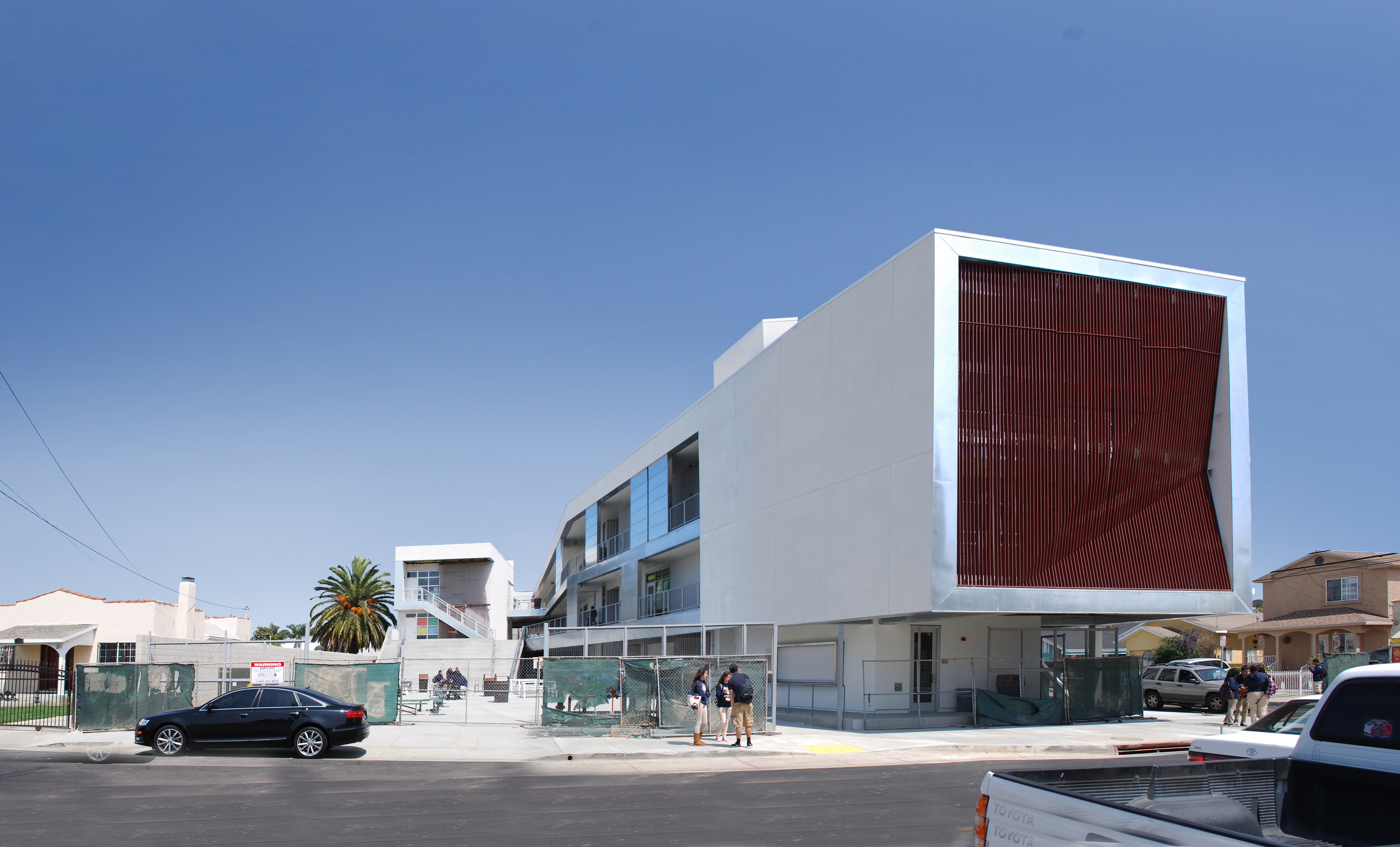
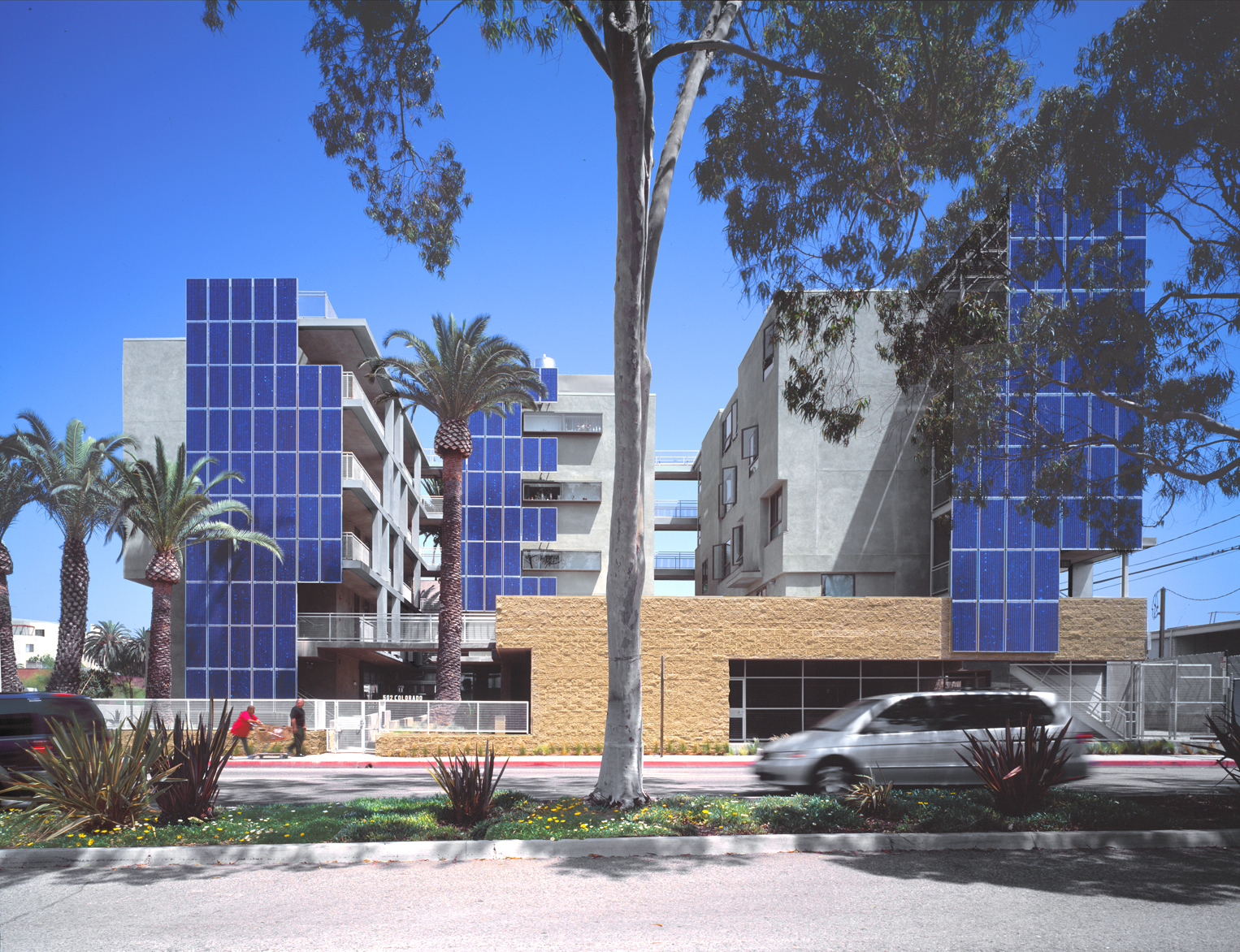